# Région du Zaan
 (février 2025).
Si vous disposez d'ouvrages ou d'articles de référence ou si vous connaissez des sites web de qualité traitant du thème abordé ici, merci de compléter l'article en donnant les références utiles à sa vérifiabilité et en les liant à la section « Notes et références ».
La Région du Zaan (Zaanstreek en néerlandais) est une région des Pays-Bas située au nord de la ville d'Amsterdam, dans la province de Hollande Septentrionale, qui fut une zone proto industrielle grâce au nombre très élevé de moulins à vent qui y furent implantés. Le Zaan, dont elle tire son nom, est une petite rivière qui se jette dans l'Ij via le canal de la mer du Nord.
Outre la commune actuelle de Zaanstad, la région englobe également Oostzaan, Wormerland et Markenbinnen (commune d'Alkmaar).

## Moulins et industries

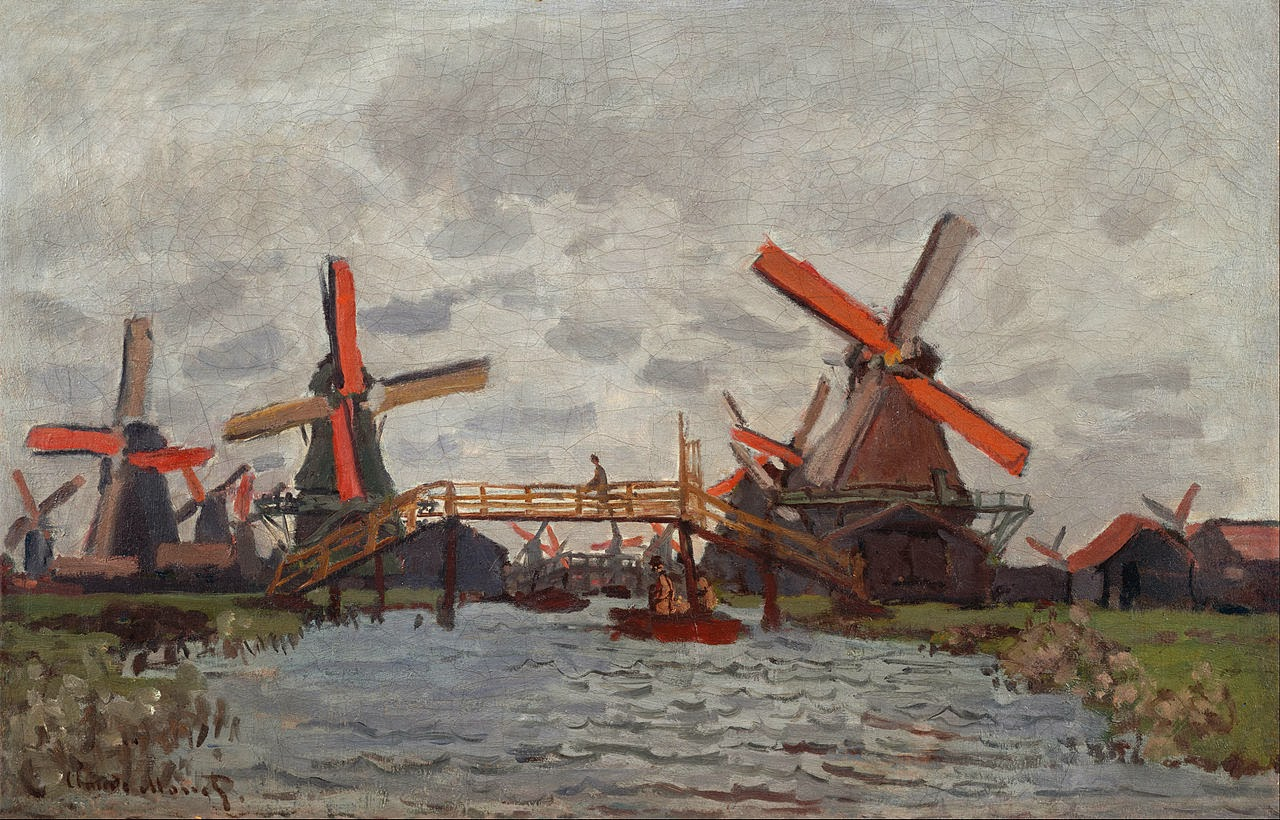
Moulins du Westzijderveld près de Zaandam, peints par Claude Monet.

Aux XVIIe et XVIIIe siècles, les Pays-Bas sont l'un des principaux empires coloniaux et commerciaux d'Europe. Le commerce maritime s'appuie sur un tissu économique autour des ports, ce qui est le cas dans la région du Zaan. Les industries qui y sont implantées sont surtout la transformation du bois et l'industrie alimentaire. On y trouve également des ateliers de tissage, amidonnerie, production de toile à voile, papier, tabac, peinture, bougies, tabac à priser, bleuissage, transformation du cacao, tonnelleries, forges, scieries, construction navale. La région étant également l'un des garde-mangers des Pays-Bas. Outre l'élevage, la pêche est une activité bien implantée, en ce compris la chasse à la baleine.
Il y a eu jusqu'à 600 moulins fonctionnels simultanément dans cette zone, pour près de 1.100 construits au total; les incendies et tempêtes en détruisant régulièrement.
Avec l'arrivée de la machine à vapeur au milieu du XVIIIe siècle la plupart des moulins disparaissent du paysage. Au début du XXe siècle, une association est créée pour assurer la préservation de ce patrimoine qui disparait rapidement.

## Langue
Bien que le néerlandais courant soit parlé par presque toute la population des Pays-Bas, un dialecte spécifique, proche du frison occidental, survit dans la région. Il a fait l'objet d'une cartographie sous forme d'un dictionnaire en 1897 par le Dr Boekenoogen : De Zaansche vertaal. Contribution à la connaissance du vocabulaire en Hollande septentrionale.

## Zaanse Schans

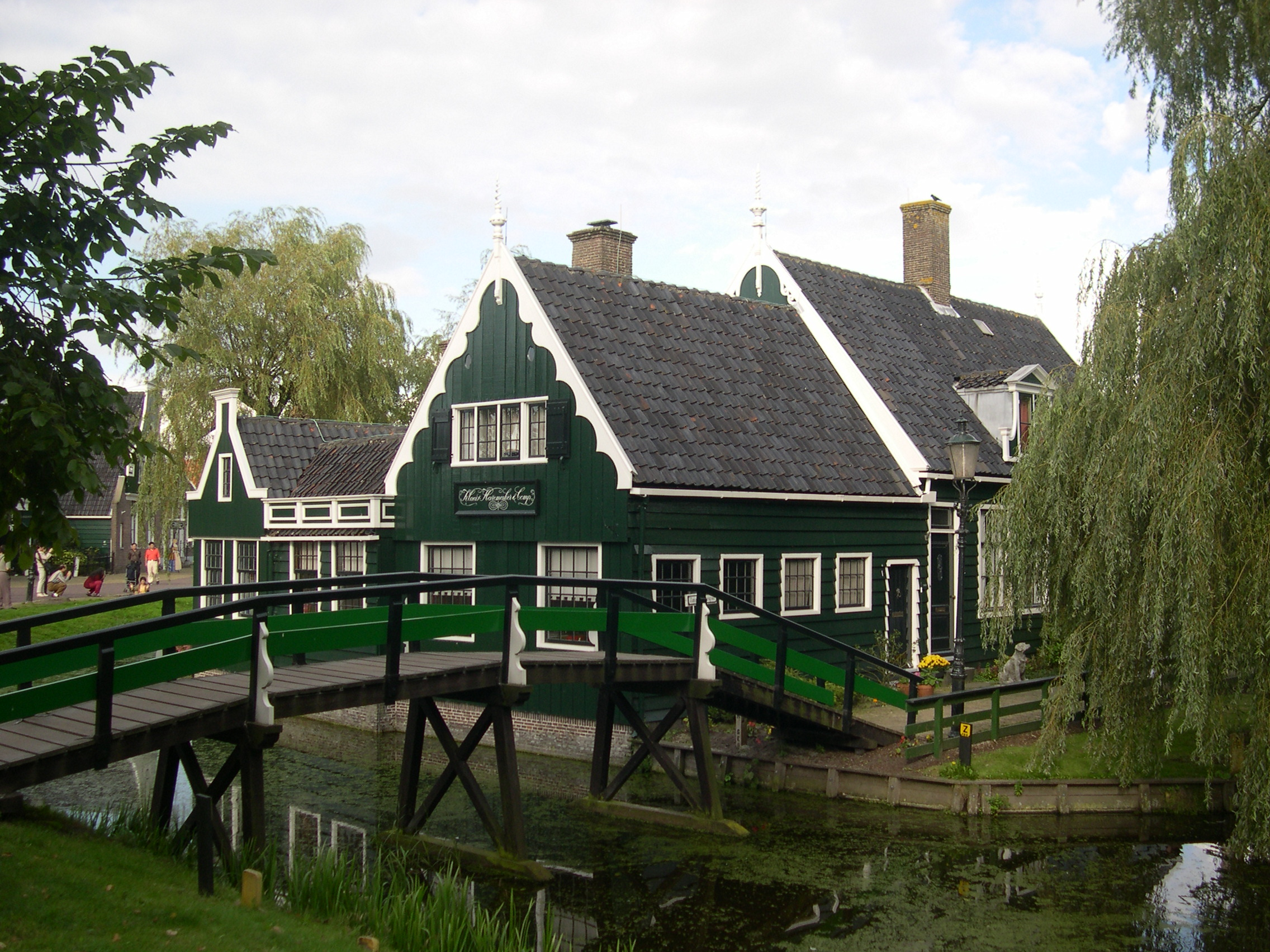
Maisons typiques de Zaanse.

Près de Zaandijk, au nord de Zaandam, se trouve le Zaanse Schans, un musée en plein air où ont été déménagées dans les années 1950 et 1960 d'anciennes maisons, entrepôts et moulins typiques de la région, notamment avec l'architecture en bois peinte en vert foncé.